# Saurauia laevigata
Saurauia laevigata är en tvåhjärtbladig växtart som beskrevs av José Jéronimo Triana och Planch. Saurauia laevigata ingår i släktet Saurauia och familjen Actinidiaceae. Inga underarter finns listade i Catalogue of Life.